# Gare de Tachikawa
La gare de Tachikawa (立川駅, Tachikawa-eki) est une gare ferroviaire de la ville de Tachikawa, dans la préfecture de Tokyo au Japon. Elle est exploitée par la compagnie JR East.

## Situation ferroviaire
La gare de Tachikawa est située au point kilométrique (PK) 37,5 de la ligne Chūō. Elle marque le début de la ligne Ōme et la fin de la ligne Nambu.

## Histoire
La gare a été inaugurée le 11 avril 1889.

## Services aux voyageurs

### Accès et accueil
La gare dispose d'un bâtiment voyageurs, avec guichet, ouvert tous les jours.

### Desserte
- Ligne Ōme  :
  - voies 1 et 2 : direction Haijima (interconnexion avec la ligne Itsukaichi pour Musashi-Itsukaichi), Ōme et Okutama
- Ligne Chūō :
  - voies 3 et 4  : direction Shinjuku et Tokyo
  - voies 5 et 6 : direction Takao, Kōfu et Matsumoto
- Ligne Nambu :
  - voies 7 et 8 : direction Fuchū-Hommachi et Kawasaki

Disposition des voies de la gare de Tachikawa

### Intermodalité
Les stations  Tachikawa-Minami et Tachikawa-Kita du monorail Tama Toshi sont situées de part et d'autre de la gare.